# San Fabián (Chile)

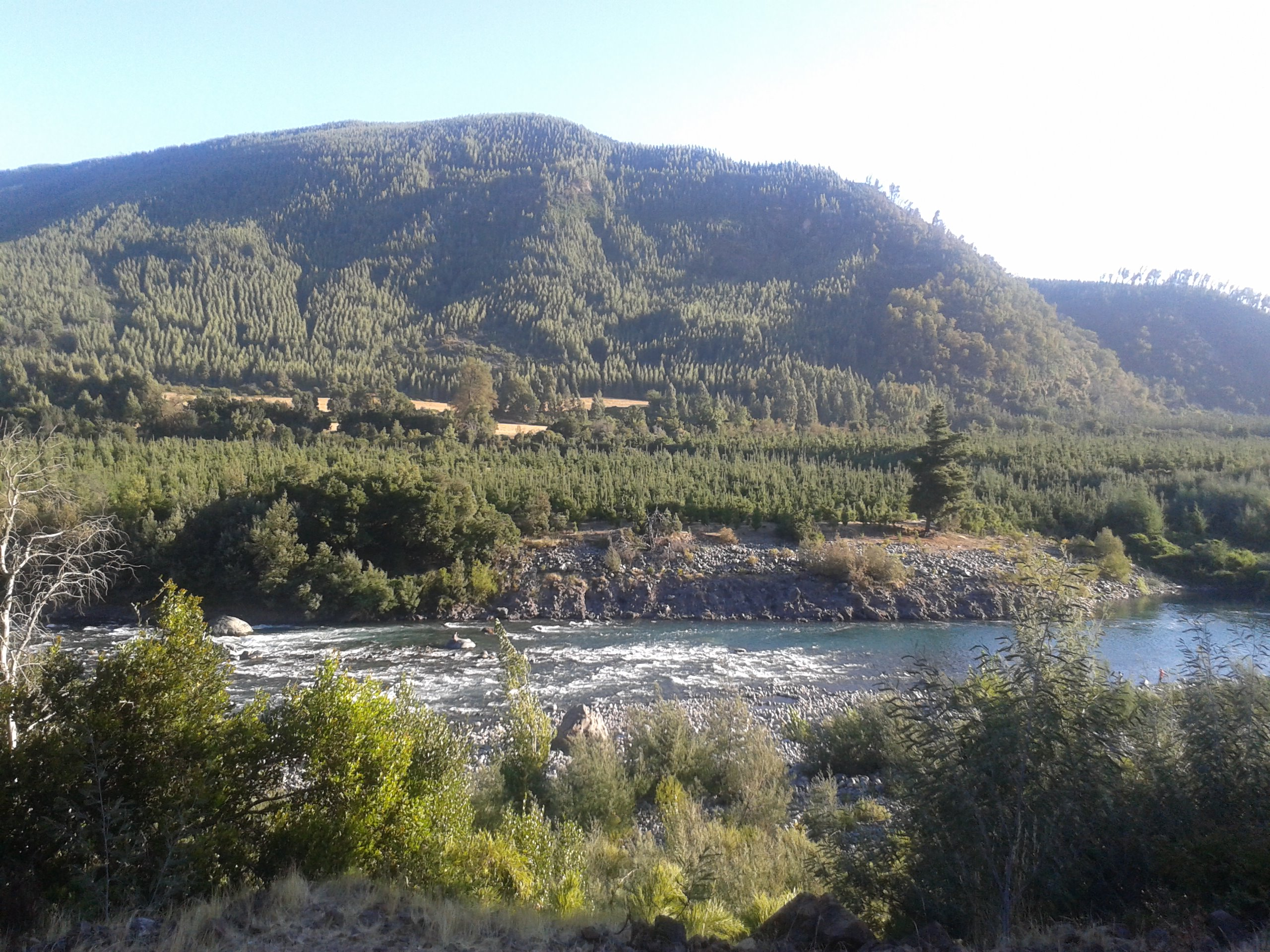
El río en San Fabián.

San Fabián es una comuna precordillerana de la zona central de Chile, en la Provincia de Punilla, en la Región de Ñuble, Chile. Su capital comunal es el pueblo de San Fabián de Alico. Limita por el norte con las comunas de Parral y Colbún, Región del Maule, por el este con Argentina, por el sur con la comuna de Coihueco, y por el oeste con las comunas de Ñiquén y San Carlos.
Su población es principalmente rural y sus principales actividades económicas son la agrícola, ganadera y forestal. Sus paisajes y bosque nativo permiten el desarrollo de actividades turísticas, aunque todavía en forma incipiente.
Parte de esta comuna está declarada zona de frontera por la Dirección de Seguridad de Fronteras y límites de Chile, esto por su localización cercana a la frontera internacional con la República Argentina.

## Historia

### Antecedentes
Según los escasos antecedentes documentales y en los objetos líticos tales como catancuras, hachas, toquis y otros, encontrados por los agricultores en diversos puntos de la comuna como Trabuncura, San Fabián, El Caracol, El Roble, la Guardia, en Los Sauces, Pichirrincón, Monroy y en los terrenos al sur del río Ñuble, se presume la existencia de pueblos prehispanos en las tierras del Alico. Es lógico que esta tierra custodiada por cerros favoreció las condiciones favorables para la vida humana, por lo que fue habitada hace más de nueve siglos por bandas premapuches que debieron vivir a orillas de los ríos Perquilauquén y Ñuble, del Estero de Piedra, del Estero Grande o a los pies del Malalcura y del Alico. 
El único lugar de la comuna donde se han encontrado huellas de la existencia de aquel pueblo neolítico se halla al interior de la cordillera, cerca del paso "Cajón" en el lugar denominado Agrás, donde se origina la quebrada del Chivato; donde, según varios de sus habitantes, existe un gran bloque rocoso de color blanco y plano que tiene varios petróglifos, expresados con figuras de pie derecho, mano con seis dedos, de sol, cerros como rompecabezas.

### Orígenes
El pueblo de San Fabián de Alico, capital comunal, fue fundado el 7 de diciembre de 1865 por Fabián de la Fuente Soto y Aguilar, el origen de su nombre corresponde al Papa San Fabián, vigésimo Papa de la Iglesia Católica, razón que explica por qué el escudo comunal posee una tiara papal, una llave y una cruz. El 5 de enero de 1885 se convirtió en la 12.º subdelegación "San Fabián".[cita requerida]
El 22 de diciembre de 1891, San Fabián de Alico se convierte en la capital de la recién creada comuna de San Fabián, perteneciente al Departamento de San Carlos, teniendo dentro de su territorio las subdelegaciones 4.º Zemita (Cachapoal) y 12.º San Fabián (San Fabián de Alico).
En 1976 se convierte en comuna autónoma al desintegrarse los partidos, y la 4.º subdelegación, Zemita pasa a ser parte de la comuna de San Carlos.

### Terremoto de 2010
La comuna fue altamente afectada por el terremoto del 27 de febrero, principalmente porque casi el 90% de la comuna quedó incomunicado con el resto del país hasta el día 6 de marzo, en tanto la locomoción normal regresó recién para el 24 de marzo. La electricidad se cortó segundos después de iniciado el sismo, volviendo recién para el día 10 de marzo, en tanto el agua regresó el mismo mes. La educación se inició el 29 de marzo y la salud retomó sus funciones normales para el día 17.
En cuanto a daños, la capital comunal no sufrió grandes pérdidas, salvo algunas casas, 12 inhabitables y otras 23 con daños graves, la Ruta N-31, que une la comuna con el resto del país, se cortó en el "Puente Estero Grande", en el kilómetro 37, sin que los automóviles pudieran cruzarlo, lo mismo sucedió en el "Puente Estero de Piedras", dejando a gran parte del área rural incomunicada con la capital comunal. El cementerio de San Fabián de Alico también se vio afectado, así como el sector sur del Puente San Fabián de Alico, que se encontraba entonces en construcción y que por estas razones retrasó su fecha de entrega. Cerca del poblado de "Bullileo", un cerro cayó tapando el camino y cayendo gran parte del cerro en el Río Ñuble, contaminando sus aguas durante días.

## Medio ambiente

### Geomorfología y componentes abióticos

Trazado simplificado de los ecosistemas y cuerpos de agua presentes en la comuna de San Fabián.

La comuna de San Fabián se encuentra emplazada en las unidades geomorfológicas de Cordillera andina de retención crionival y Precordillera; y presenta según la clasificación climática de Köppen clima mediterráneo de lluvia invernal (Csb), clima mediterráneo de lluvia invernal de altura (Csb (h)) y clima mediterráneo frío de lluvia invernal (Csc). Esta además se halla entre las cuencas hidrográficas de río Itata y río Maule. Además, la comuna posee diversos cuerpos de agua, entre los que se destacan la laguna de Las Truchas, laguna del Burro, laguna El Baúl, laguna El Florido, laguna Fuentecilla, laguna La Detenida, laguna La Pila, laguna La Plata, laguna Las Tres Lagunas, laguna Lejía y laguna Los Patos; y río Bueno, río de Las Truchas, río González, río Huemules, río La Zorra, río Los Sauces, río Ñuble, río Perquilauquen y río Salitre.

### Componentes bióticos
Dentro del territorio de la comuna se pueden hallar los siguientes ecosistemas:
- Bosque caducifolio mediterráneo andino donde predominan Nothofagus glauca y Nothofagus obliqua (Vulnerable)
- Bosque caducifolio mediterráneo-templado andino donde predominan Nothofagus alpina y Nothofagus obliqua (Vulnerable)
- Bosque caducifolio mediterráneo-templado andino donde predominan Austrocedrus chilensis y Nothofagus obliqua (Vulnerable)
- Bosque caducifolio mediterráneo-templado andino donde predominan Nothofagus pumilio y Nothofagus obliqua (Vulnerable)
- Bosque caducifolio templado andino donde predominan Nothofagus pumilio y Azara alpina (Vulnerable)
- Bosque esclerófilo mediterráneo andino donde predominan Lithrea caustica y Lomatia hirsuta (Vulnerable)
- Matorral bajo mediterráneo andino donde predominan Chuquiraga oppositifolia y Discaria articulata (Vulnerable)
- Matorral bajo mediterráneo andino donde predominan Laretia acaulis y Berberis empetrifolia (Preocupación menor)
- Matorral bajo templado andino donde predominan Discaria chacaye y Berberis empetrifolia (Vulnerable)

### Medidas de protección ambiental y conflictos socioambientales
Hasta 2022, la comuna de San Fabián cuenta con las siguientes zonas que poseen algún nivel de protección ambiental:
- Corredor Nevados de Chillán - Laguna del Laja (Reserva Biósfera)[10]
- laguna Dial (Sitios ERB)[11]
- Nevados de Chillán (Sitios Ley 19.300)[12]

## Demografía
De acuerdo al censo de 2017, en la comuna viven 4 308 personas. La comuna tiene una superficie de 1568,3 km² y una densidad poblacional de 2,7 hab/km². La totalidad de la población urbana se encuentra en el pueblo de San Fabián de Alico.

### Localidades
Localidades con sus respectivos habitantes correspondientes al Censo de 2002:
- San Fabián de Alico, capital comunal, 1452 habitantes.
- Paso Ancho, 302 habitantes.
- La Vega, 176 habitantes.
- Los Puquios, 102 habitantes.
- La Montaña, 94 habitantes.
- La Punilla, 81 habitantes.
- Trabuncura, 80 habitantes.
- El Macal, 55 habitantes.
- Bullileo, 47 habitantes.
- El Palo, 37 habitantes.
- Las Guardias, 12 habitantes.

### Desigualdad socioeconómica
De acuerdo a datos de la encuesta Casen 2006, San Fabián posee el Coeficiente de Gini más alto de Chile, de 0.607, seguido por la comuna de San Pedro de la Paz, en la Región del Biobío, con un índice de 0.541. Este índice mide el nivel de inequidad en el nivel de ingresos existente, siendo 0 lo mínimo y 1 lo máximo.

## Economía
En 2018, la cantidad de empresas registradas en San Fabián fue de 48. El Índice de Complejidad Económica (ECI) en el mismo año fue de -0,81, mientras que las actividades económicas con mayor índice de Ventaja Comparativa Revelada (RCA) fueron Fabricación de Carbón Vegetal y Briquetas (783,24), Cultivo Forrajeros en Praderas Mejoradas o Sembradas (169,62) y Otras Actividades de Servicios Conexas a la Silvicultura (97,17).

## Administración

### Municipalidad

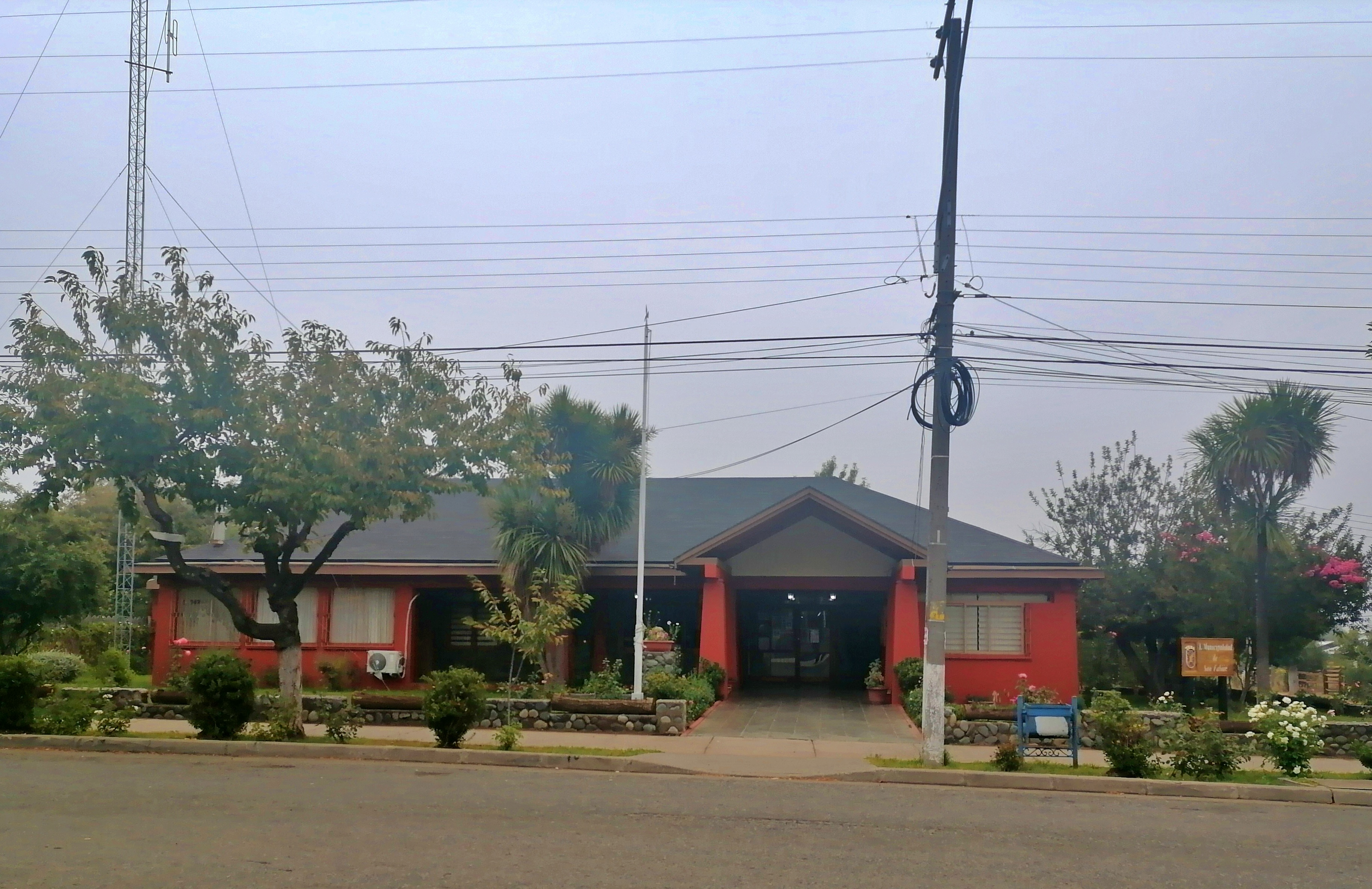
Casa Consistorial de la Municipalidad de San Fabián

La Municipalidad de San Fabián para el periodo 2024-2028 es dirigida por el alcalde independiente Cristofer Valdés González, mientras que el concejo municipal está conformado por:
- Evelyn Troncoso Sepúlveda (UDI)
- Maximiliano Quiñones Ceballos (PPD)
- Jaime Meriño Constanzo (DC)
- Samuel Muñoz Muñoz (Ind./PR)
- Carlos Orellana Orellana (PPD)
- César Palavecino Morales (Ind./RN)

### Representación parlamentaria
San Fabián forma parte de la Circunscripción Senatorial XVI y del Distrito Electoral 19. Es representada en la Cámara de Diputados del Congreso Nacional por los siguientes diputados:
- Cristóbal Martínez Ramírez (Unión Demócrata Independiente)
- Marta Pilar Bravo Salinas (Unión Demócrata Independiente)
- Frank Carlos Sauerbaum Muñoz (Renovación Nacional)
- Felipe Camaño Cárdenas (IND - PDC)
- Sara Concha Smith (Partido Conservador Cristiano)

En el Senado, la representan:
- Gustavo Adolfo Sanhueza Dueñas (Unión Demócrata Independiente)
- Loreto Carvajal Ambiado (Partido Por la Democracia)

## Cultura
El Festival Rancheras de la Montaña, que desde 2013 se celebra en la plaza de Armas de San Fabián de Alico, es un show organizado por la I. Municipalidad de San Fabián. Se realiza en febrero por dos noches.

### Sanfabianinos
La comuna de San Fabián ha visto nacer a notables figuras en distintos ámbitos. Entre ellas se encuentran los destacados hermanos Nicanor Parra, poeta y creador de la antipoesía, y Violeta Parra, cantautora y folclorista, aunque se debate si esta última nació en San Felipe o en San Carlos.

## Lugares de interés

### Sendero Laguna de la Plata
Existe en la zona un sendero altamente recomendable para quien gusta de caminatas de media montaña. De dificultad media-baja, aunque en algunas partes con pendientes un poco más fuertes. Se encuentra en general en buen estado y está bien marcado casi en su totalidad (con rocas montadas unas sobre otras), existen 2 senderos uno que se ocupa específicamente en invierno y el otro que es más orillado al río. Caminando a un ritmo suave, suficiente como para ir apreciando los bellos paisajes de la zona, la caminata puede tardar normalmente de 5 a 5,30 h, con 2 o 3 paradas de descansos breves. Hay lugares aptos para acampar a lo largo de todo el sendero. El bosque nativo va cambiando a medida que se va ascendiendo, pasando de los bosques de Boldo y Quillay a los de canelos, lengas y otras fagáceas. Debido a las especies de fagáceas que existen en la zona, el paisaje se torna mucho más expresivo en otoño, con el bosque bañado de colores de fuego, y en primavera, con los tiernos colores verdes de las primeras hojas del bosque. Avanzando sendero arriba, luego de cruzar un prado abierto en donde ya se puede apreciar el cordón de cerros graníticos (como el Cerro de la Mina) en aproximadamente 20 minutos se llega a la "Laguna de la Plata", cuya zona de campamento se encuentra en su lado norte. El lugar está rodeado de cerros graníticos, y se encuentra en medio de un acogedor bosque de fagáceas. El alcalde de la laguna (Don Gonzalo de la Maza Garay) es recordado actualmente con una placa en su honor.

### Laguna Añil
Siguiendo las marcas de piedras por alrededor de 2 o 2,30 h se puede seguir ascendiendo hasta bordear los 2000 m s. n. m. Este trayecto del sendero, a pesar de estar menos marcada la huella, se encuentra muy bien marcado con las señales de piedra. Avanza entre el bosque hasta llegar al fondo del cajón, una vez allí comienza a subir hacia un portezuelo siguiendo los surcos de esteros secos. Desde arriba de esta especie de portezuelo se aprecia a la distancia la laguna Añil, que se encuentra ya en el cajón que está del otro lado del de la Laguna de la Plata. Desde ahí se puede observar también la misma Laguna de la Plata.

## Medios de comunicación

### Radioemisoras
FM
- 93.9 MHz - Radio Interactiva
- 107.1 MHz - Radio Alternativa